# Les Grands-Chézeaux
Les Grands-Chézeaux is een gemeente in het Franse departement Haute-Vienne (regio Nouvelle-Aquitaine) en telt 256 inwoners (1999). De plaats maakt deel uit van het arrondissement Bellac.

## Geografie
De oppervlakte van Les Grands-Chézeaux bedraagt 13,7 km², de bevolkingsdichtheid is 18,7 inwoners per km².
De onderstaande kaart toont de ligging van Les Grands-Chézeaux met de belangrijkste infrastructuur en aangrenzende gemeenten.

## Demografie
Onderstaande figuur toont het verloop van het inwonertal (bron: INSEE-tellingen).

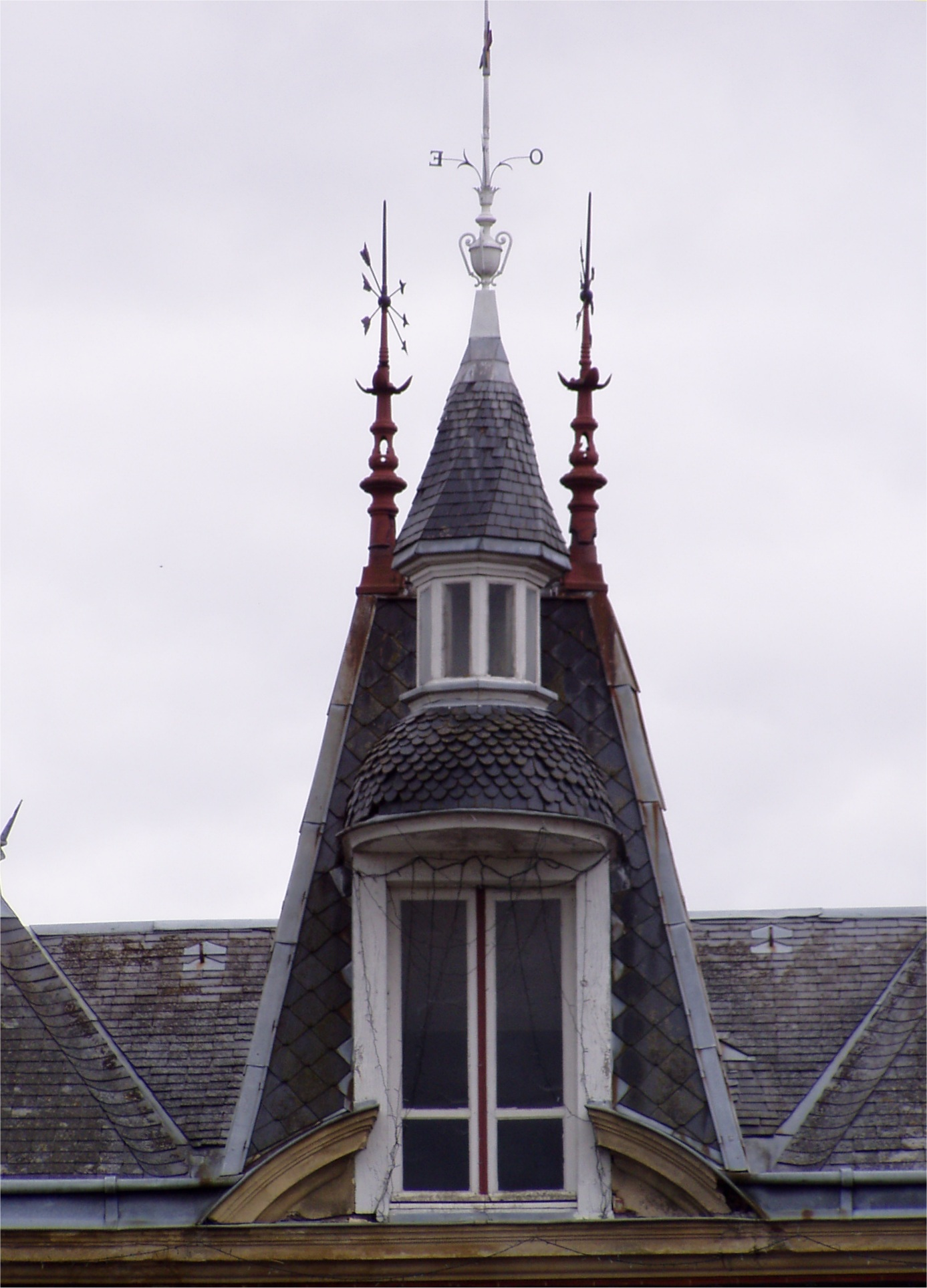
Een lantaarn met gedraaid torentje